# Tarnawka (rejon żydaczowski)
Tarnawka (ukr. Тернавка) – wieś na Ukrainie. Należy do rejonu stryjskiego (d0 2020 roku do rejonu żydaczowskiego) w obwodzie lwowskim i liczy 183 mieszkańców.
W II Rzeczypospolitej do 1934 roku wieś stanowiła samodzielną gminę jednostkową w powiecie żydaczowskim w woj. stanisławowskim. W związku z reformą scaleniową została 1 sierpnia 1934 roku włączona do nowo utworzonej wiejskiej gminy zbiorowej gminy Żórawno w tymże powiecie i województwie. Po wojnie wieś weszła w struktury administracyjne Związku Radzieckiego.